# ALL TIME BEST 〜Love Collection 15th Anniversary〜
『ALL TIME BEST 〜Love Collection 15th Anniversary〜』（オール・タイム・ベスト・ラヴ・コレクション・フィフティーンス・アニヴァーサリー）は、西野カナのオールタイム・ベスト・アルバム。2024年2月14日にソニー・ミュージックレーベルズ傘下のSME Recordsより発売された。ミュージック・ビデオ集『MV Collection 〜ALL TIME BEST 15th Anniversary〜』と同日リリース。

## 概要
西野カナのデビュー15周年記念作品。アルバム自体のリリースとしては、活動休止前の2018年に発売された『Love Collection 2 〜pink〜・〜mint〜』以来5年ぶりとなる。
本作は西野にとって活動休止中以降、初のCD作品となっている。またベスト盤も含め今回が5作目となっているが、これまでの『Love Collection』シリーズとは異なり、デビュー曲から活動休止前までにリリースされた全シングル曲とアルバムリード曲を総括させた初のオールタイム・ベストアルバムとなっている。また、自身初の4枚組アルバムでもあり、CD作品にBlu-ray規格が付属するのもこれが初となる。
4枚組CDのうちDisc4は、「シングルカップリング曲・アルバム楽曲」の135曲を対象にファンによるリクエスト投票によって反映された上位10曲が収録された。また初回盤のみ付属のDVD及びBlu-rayには、厳選されたライブのパフォーマンスシーンが収録されたライブベスト映像とMCの名場面集が収録されている。
本リリースに伴い、西野本人による直筆メッセージが特設サイトにおいて公開。活動休止中以降、公の場に公表するのはこれが初となった。

## 収録曲

### CD【全形態共通】
※は、アルバム初収録曲。

#### Disc1 (2008〜2010)
1. I
  - 1stシングル
2. glowly days
  - 2ndシングル
3. Style.
  - 3rdシングル
4. MAKE UP
  - 4thシングル
5. 遠くても feat.WISE
  - 5thシングル
6. 君に会いたくなるから
  - 6thシングル
7. 君の声を feat.VERBAL(m-flo)
  - 1stアルバム『LOVE one.』収録リード曲
8. もっと…
  - 7thシングル
9. Dear…
  - 8thシングル（両A面1曲目）
10. MAYBE
  - 8thシングル（両A面2曲目）
11. Best Friend
  - 9thシングル
12. 会いたくて 会いたくて
  - 10thシングル
13. if
  - 11thシングル
14. 君って
  - 12thシングル

#### Disc2 (2011〜2014)
1. Distance
  - 13thシングル
2. Esperanza
  - 14thシングル
3. たとえ どんなに…
  - 15thシングル
4. SAKURA, I love you?
  - 16thシングル
5. 私たち
  - 17thシングル
6. GO FOR IT!!
  - 18thシングル
7. Always
  - 19thシングル
8. Believe
  - 20thシングル
9. 涙色
  - 21stシングル
10. さよなら
  - 22ndシングル
11. We Don't Stop
  - 23rdシングル
12. Darling
  - 24thシングル
13. 好き
  - 25thシングル
14. 恋する気持ち
  - 5thアルバム『with LOVE』収録リード曲

#### Disc3 (2015〜2018)
1. もしも運命の人がいるのなら
  - 26thシングル
2. トリセツ
  - 27thシングル
3. A型のうた
  - 27thシングルカップリング曲
4. No.1
  - コンピレーション・アルバム『Secret Collection 〜GREEN〜』収録リード曲
5. あなたの好きなところ
  - 28thシングル
6. Have a nice day
  - 6thアルバム『Just LOVE』収録リード曲
7. Dear Bride
  - 29thシングル
8. 君が好き Rearrange ver.
  - 29thシングルカップリング曲
9. パッ
  - 30thシングル
10. Girls
  - 31stシングル
11. 手をつなぐ理由
  - 32ndシングル
12. アイラブユー
  - 33rdシングル
13. Bedtime Story
  - 34thシングル

#### Disc4（ファン投票盤）
1. Rainbow
  - 20thシングル『Believe』カップリング曲
  - 投票結果第3位[1]
2. Together
  - 3rdアルバム『Thank you, Love』収録曲
  - 投票結果第2位[1]
3. LOVE & JOY
  - 24thシングル『Darling』カップリング曲（2曲目）
  - 投票結果第10位[1]
4. Stand Up
  - 5thアルバム『with LOVE』収録曲
  - 投票結果第5位[1]
5. Be Strong
  - 4thアルバム『Love Place』収録リード曲
  - 投票結果第9位[1]
6. Still love you ※
  - 24thシングル『Darling』カップリング曲（3曲目）
  - 投票結果第8位[1]
7. My Place
  - 4thアルバム『Love Place』収録曲
  - 投票結果第7位[1]
8. このままで
  - 2ndアルバム『to LOVE』収録曲
  - 投票結果第1位[1]
9. kiss & hug
  - 4thアルバム『Love Place』収録曲
  - 投票結果第6位[1]
10. HAPPY HAPPY
  - ベストアルバム『Love Collection 〜mint〜』収録曲
  - 投票結果第4位[1]

### DVD・Blu-ray【初回盤のみ付属】
※は、Blu-ray初収録。
- LIVE BEST

LIVE on "Kanayan Tour 2011 〜Summer〜"
1. Distance (Short ver.)
2. ONLY ONE (Short ver.)
3. Together (Short ver.)

LIVE on "Kanayan Tour 2012 〜Arena〜"
1.  GO FOR IT !! (Short ver.)
2. FANTASY (Short ver.)
3. Come On Yes Yes Oh Yeah!! (Short ver.)
4. Every Boy Every Girl (Short ver.)
5. 遠くても feat.WISE (Short ver.)

LIVE on "Love Collection Tour 〜pink & mint〜"
1.  会いたくて 会いたくて
2. LIGHTS, CAMERA, ACTION
3. Sherie (Short ver.)
4. Join us! (Short ver.)
5. HAPPY HAPPY (Short ver.)

LIVE on "Halloween Collection"
1.  GIRLS GIRLS ※
2. Darling ※

LIVE on "with LOVE tour"
1.  恋する気持ち (Short ver.)
2. Stand Up (Short ver.)

LIVE on "Just LOVE Tour"
1.  Wish Upon A Star

LIVE on "Dome Tour 2017 “Many Thanks”"
1.  Dear… (Short ver.)
2. I wanna see you dance (Short ver.)
3. UNZARI (Short ver.)
4. トリセツ

LIVE on "LOVE it Tour 〜10th Anniversary〜"
1.  MEOW (Short ver.)

LIVE on "Love Collection Live 2019"
1.  もしも運命の⼈がいるのなら (Short ver.)
2. このままで (Short ver.)
3. Bedtime Story
4. Best Friend

- MC BEST